# Governatorato di Sidi Bouzid
Il governatorato di Sidi Bouzid (o Bou Zid) è uno dei 24 governatorati della Tunisia. Venne istituito nel 1973 e si trova nella parte centrale del paese; suo capoluogo è Sidi Bouzid.

## Centri abitati

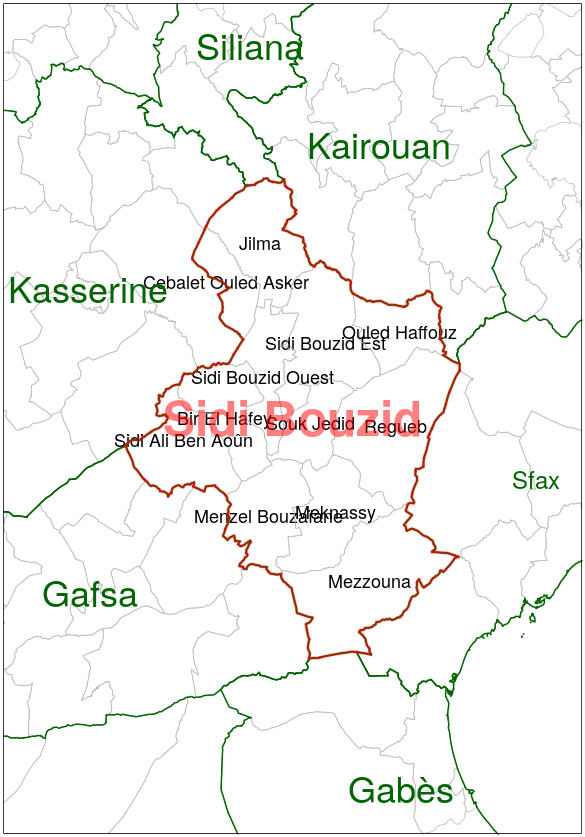
il governatorato di Sidi Bouzid e le sue delegazioni

Oltre al capoluogo Sidi Bouzid, tra i maggiori centri abitati ci sono 
- Bir El Hafey
- Fa'id
- Regueb